# Kobaïen

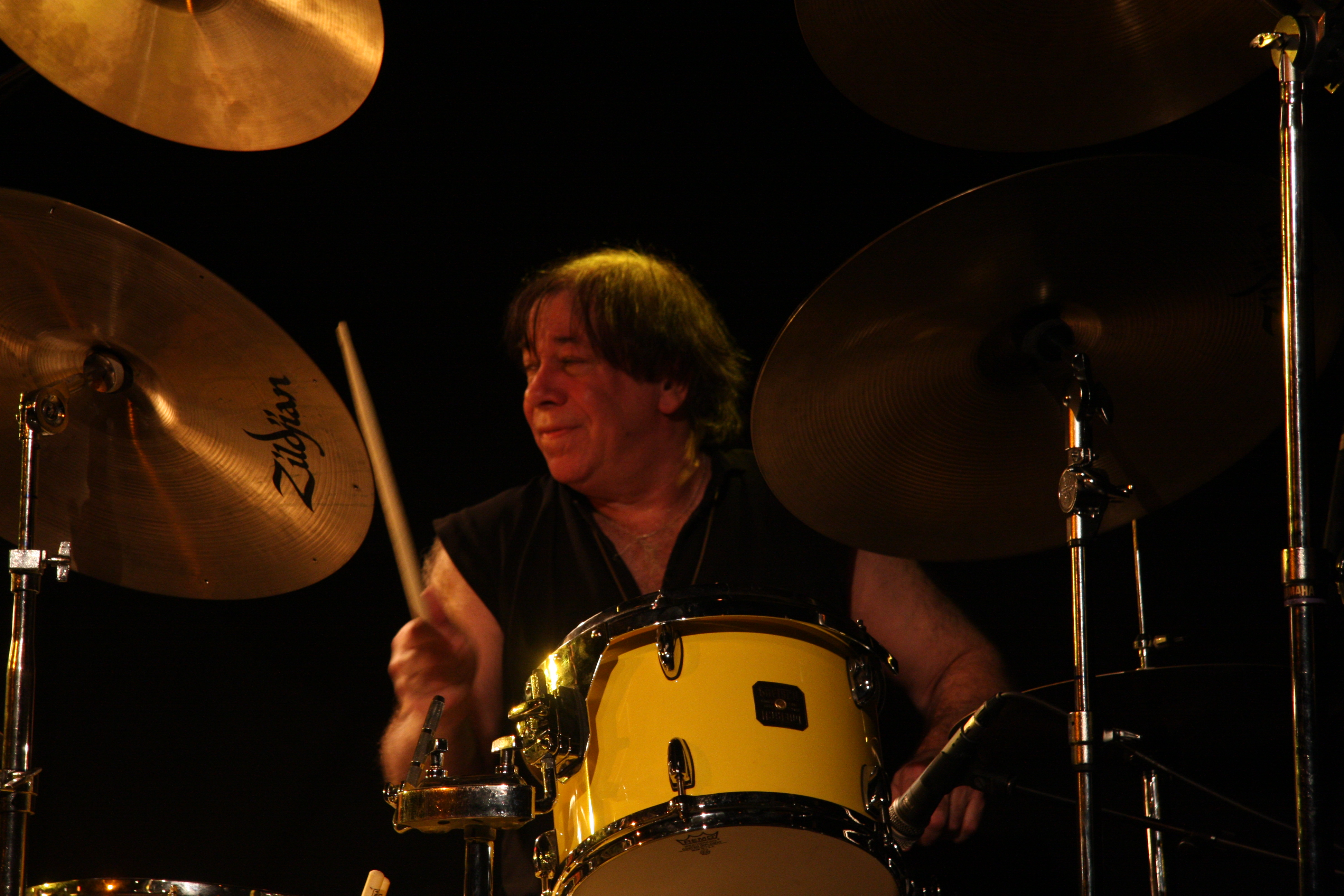

Le kobaïen est un ensemble de sons destiné, à l'origine, à donner l'impression d'un langage articulé préexistant. Utilisé par son créateur, le batteur-chanteur-fondateur du groupe Magma, Christian Vander, dans le cadre de ses compositions, il remplit dans une certaine mesure la fonction d'un langage liturgique ésotérique. Contrairement à l'espéranto ou au volapük, il ne s'agit donc pas d'une langue construite à proprement parler, dans la mesure où sa syntaxe demeure largement incomplète et son lexique, toujours en cours d'élaboration,.
D'un point de vue diégétique, une genèse fictive du kobaïen proposée par Christian Vander dans le premier album de Magma, Kobaïa, précise qu'il s'agit d'un langage extraterrestre, c'est-à-dire parlé sur une autre planète, en l'occurrence Kobaïa.

## Influence
Le kobaïen a influencé directement les créations de groupes d’inspiration zeuhl comme Koenji Hyakkei, qui vont jusqu'à reprendre certains mots inventés par Christian Vander.